# فارگاو-پراتیاو
فارگاو-پراتیاو (به آلمانی: Fargau-Pratjau) یک شهر در آلمان است که در Plön (District) واقع شده‌است. فارگاو-پراتیاو ۸۰۲ نفر جمعیت دارد.